# Shūzō Matsuoka
Pour les articles homonymes, voir Matsuoka.
Shuzo Matsuoka  (松岡修造, Matsuoka Shūzō) est un ancien joueur japonais de tennis, né le 6 novembre 1967 à Tokyo.

## Carrière
Il arrive en finale en 1989 lors du tournoi de BP Nationals, battu en finale par Kelly Evernden. Il devra attendre 1992 pour réitérer ce parcours lors du tournoi du Queens.
En 1992, il obtient son unique titre en simple lors de l''Open de Corée. 5e tête de série, il ne perd qu'un set durant son parcours. Il élimine déjà le suédois Henrik Holm, puis vient à bout de Sandon Stolle. Il poursuit son chemin et sort le français Guillaume Raoux. En demi-finale il parvient à éliminer l'italien Gianluca Pozzi. Il obtient son titre face à Todd Woodbridge (6-3 4-6 7-5).
Il obtient aussi un finale en double (Indonesian Open) associé au joueur haïtien Ronald Agenor. Il obtient aussi un titre ( Auckland) en 1989, associé à  Steve Guy.
Il compte cinq victoires sur le top 10 mondial, dont une face à la légende Pete Sampras alors nso 9 mondial en seizième du Masters du Canada en 1991 (2-6, 6-4, 7-68). Sa dernière performance sur un top 10 fut face à Goran Ivanišević alors no 10 mondial durant la Coupe du Kremlin (7-65, 6-4) en 1995.
La même année il arrive en quarts à Wimbledon. Il élimine Karel Nováček (6-4 6-7 3-6 6-3 6-4), puis plus ffacilement l'expert du double Mark Knowles (6-1 6-4 6-2). Il poursuit sa route en éliminant Javier Frana dans un combat acharné (7-6 3-6 6-7 7-6 6-3). En huitième il élimine Michael Joyce (6-3 6-2 6-4) pour rejoindre les quarts. Malheureusement pour lui, Pete Sampras l'élimine non sans avoir perdu un set au passage (6-7 6-3 6-4 6-2).

## Palmarès

### Titre en simple (1)
| No | Date       | Nom et lieu du tournoi    | Catégorie    | Dotation  | Surface    | Finaliste       | Score         |  |
| -- | ---------- | ------------------------- | ------------ | --------- | ---------- | --------------- | ------------- |  |
| 1  | 20-04-1992 | KAL Cup Korea Open, Séoul | World Series | 140 000 $ | Dur (ext.) | Todd Woodbridge | 6-3, 4-6, 7-5 |  |

### Finales en simple (2)
| No | Date       | Nom et lieu du tournoi                   | Catégorie    | Dotation  | Surface      | Vainqueur      | Score         |  |
| -- | ---------- | ---------------------------------------- | ------------ | --------- | ------------ | -------------- | ------------- |  |
| 1  | 02-01-1989 | BP Nationals, Wellington                 |              | 115 000 $ | Dur (ext.)   | Kelly Evernden | 7-5, 6-1, 6-4 |  |
| 2  | 08-06-1992 | The Stella Artois Championships, Londres | World Series | 475 000 $ | Gazon (ext.) | Wayne Ferreira | 6-3, 6-4      |  |

### Titre en double (1)
| No | Date       | Nom et lieu du tournoi          | Catégorie | Dotation  | Surface    | Partenaire | Finalistes                    | Score    |  |
| -- | ---------- | ------------------------------- | --------- | --------- | ---------- | ---------- | ----------------------------- | -------- |  |
| 1  | 09-01-1989 | Benson and Hedges Open Auckland |           | 115 000 $ | Dur (ext.) | Steve Guy  | John Letts Bruce Man-Son-Hing | 7-6, 7-6 |  |

### Finale en double (1)
| No | Date       | Nom et lieu du tournoi  | Catégorie    | Dotation  | Surface    | Vainqueurs                   | Partenaire    | Score    |  |
| -- | ---------- | ----------------------- | ------------ | --------- | ---------- | ---------------------------- | ------------- | -------- |  |
| 1  | 09-01-1995 | Indonesian Open Jakarta | World Series | 303 000 $ | Dur (ext.) | David Adams Andreï Olhovskiy | Ronald Agenor | 7-5, 6-3 |  |

## Performances
- Quart-de-finaliste à Wimbledon en 1995, il perd contre Pete Sampras no 2 mondial (7-65, 3-6, 4-6, 2-6).
- Finaliste au Tournoi du Queen's en 1992, il perd contre Wayne Ferreira (3-6, 4-6).
- Quart de finaliste au Masters du Canada en 1991, il perd contre Andrei Chesnokov (2-6, 6-3, 5-7).

### Victoires sur le top 10
- En 1995, il bat Goran Ivanišević alors no 10 mondial en seizième de la Coupe du Kremlin (7-65, 6-4).
- En 1992, il bat Stefan Edberg alors no 2 mondial en demi-finale du Tournoi du Queen's (6-1, 66-7, 8-10).
- En 1992, il bat Goran Ivanišević alors no 8 mondial en huitième du Tournoi du Queen's (6-4, 6-3).
- En 1991, il bat Pete Sampras alors no 9 mondial en seizième du Masters du Canada (2-6, 6-4, 7-68).
- En 1988, il bat Miloslav Mečíř alors no 7 mondial en seizième de l'Open du Japon (7-6, 6-3).

## Anecdote
Shuzo Matsuaka est connu en dehors de son sport pour son humour un peu espiègle dans ses vidéos publiées sur son site internet officiel, nombre de ses vidéos sont devenues des sources de vidéo MAD sur Nico Nico Douga, utilisant le son et l'image pour remixer des musiques d'internet japonaise populaire. Malgré la non-demande de prendre ses vidéos, Shuzo aurait déclaré "Plutôt que d'être en colère ou quelque chose comme ça, je les regarde en pensant qu'il est vraiment bien fait. En fait, je tiens à vous remercier d'avoir travaillé si dur pour l'avoir fait.»",.

## Filmographie
Crayon Shin-chan (2015), lui-même,
Rikuoh /  陸王 (2017), Jōji Misono